# Дирие, Варис
Варис Дирие (сомал. Waris Diiriye, нем. Waris Dirie, араб. واريس ديري‎; род. 21 октября 1965, Галькайо, Сомали) — писательница, фотомодель и общественная деятельница сомалийского происхождения, с 2005 г. гражданка Австрии.

## Ранние годы
Варис Дирие родилась в клане кочевников в Галькайо, Сомали 21 октября 1965 года. В 5 лет подверглась процедуре женского обрезания. В 13 лет, чтобы избежать замужества с мужчиной гораздо более старшим, чем она, сбежала из семьи в Могадишо, где некоторое время жила в семье своей замужней старшей сестры. Вскоре вместе с несколькими своими родственниками переехала в Лондон, где жила и работала на своего дядю, назначенного послом от Сомали. Когда срок работы дяди закончился, Варис осталась в Лондоне, нашла работу в местном McDonald's и стала посещать курсы английского языка.

## Карьера
Варис случайно познакомилась с фотографом Теренсом Донованом, который помог ей попасть в Календарь Пирелли. Карьера Варис начала стремительно развиваться. Она стала сниматься для рекламы Chanel, Levi’s, L'Oréal и Revlon.
В 1987 г. Варис сыграла эпизодическую роль в фильме о Джеймсе Бонде Искры из глаз. Она работала на подиумах Лондона, Милана, Парижа и Нью-Йорка и с такими журналами, как Elle, Glamour и Vogue. В 1995 году BBC выпустила документальный фильм "A Nomad in New York", рассказывающий о её карьере модели.
В 1997 г., на вершине карьеры модели, Варис первый раз рассказала в женском журнале Marie Claire о женском обрезании, через которое она прошла в детстве. В этом же году Варис стала послом ООН против женского обрезания.
В 1998 г. Варис написала свою первую книгу, Цветок пустыни, автобиографию, которая стала бестселлером.
В 2009 г. вышел фильм, основанный на её книге Цветок пустыни.

## Гуманитарная работа
В 1997 г. Варис оставила работу модели, чтобы сфокусироваться на работе против женского обрезания. В этот же год она была выбрана специальным послом ООН за запрещение женского обрезания. В 2002, она организовала Фонд Варис Дирие в Вене — организацию, призванную привлечь внимание к опасностям, связанным с женским обрезанием.

## Книги и фильмография

### Книги
- Цветок пустыни
- Рассвет в пустыне
- Дети пустыни
- Письмо к моей матери
- "Дочь кочевников"
- "Сафа"

### Фильмы
- Искры из глаз (1987)
- Мумия: Принц Египта (1998)
- Цветок пустыни (2009)

## Факты
1. ↑  Babor — Waris Dirie profile Архивировано 7 июля 2011 года.
2. 1 2  Somalia’s Desert Flower Архивная копия от 22 апреля 2008 на Wayback Machine Time Magazine July 7th, 2002
3. ↑  Mary Zeiss Stange, Carol K. Oyster, Jane E. Sloan, ed. (2011). Encyclopedia of Women in Today's World, Volume 1. SAGE. p. 402. ISBN 1412976855
4. ↑  Messengers of Peace and Goodwill Ambassadors at the United Nations. Дата обращения: 18 июля 2010. Архивировано 8 августа 2018 года.
5. ↑  UNFPA Goodwill ambassador, Waris Dirie, wins award Архивная копия от 16 июня 2009 на Wayback Machine UNFPA — United Nations Population Fund April 17th, 2001